# Jean-Paul Aubé

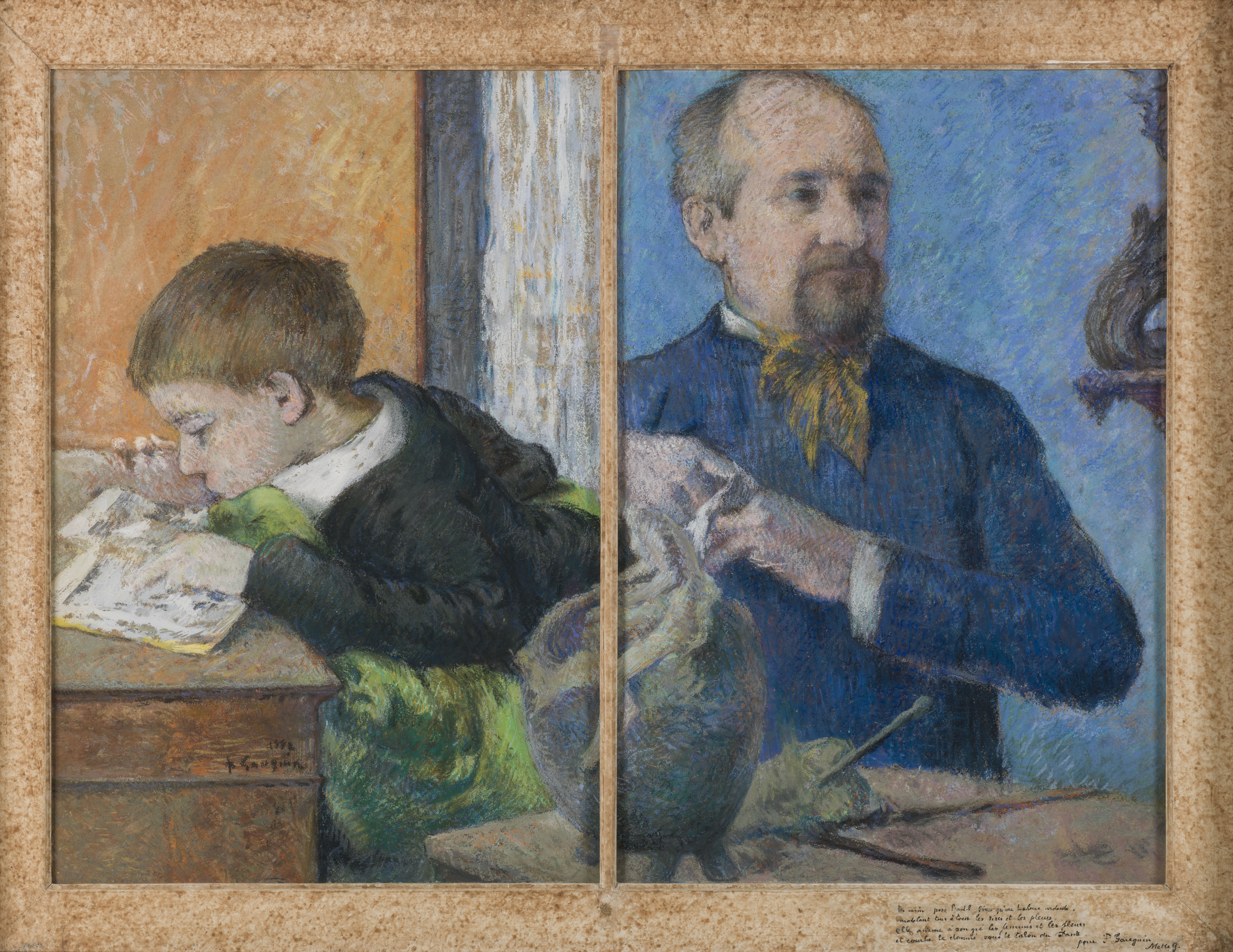
Portret van Aubé en zijn zoon, door Paul Gauguin (1882)

Jean-Paul Aubé (Longwy, 3 juli 1837 - Capbreton, 23 augustus 1916) was een Franse beeldhouwer.

## Leven en werk
Aubé studeerde aan de École nationale supérieure des beaux-arts in Parijs. Hij kreeg een studiebeurs en maakte in 1866 een reis naar Italië, maar werd in zijn werk nauwelijks geïnspireerd door de renaissancekunst. Zijn stijl behoort tot de neorococo. Hij exposeerde onder andere in 1878 zijn werk Galatée in de Parijse salon. Hij maakte in opdracht vooral borstbeelden, maar ook monumenten en decoraties voor openbare gebouwen.
Aubé was de leermeester van onder anderen Gaston Lachaise en Richard E. Brooks.

## Werken (selectie)

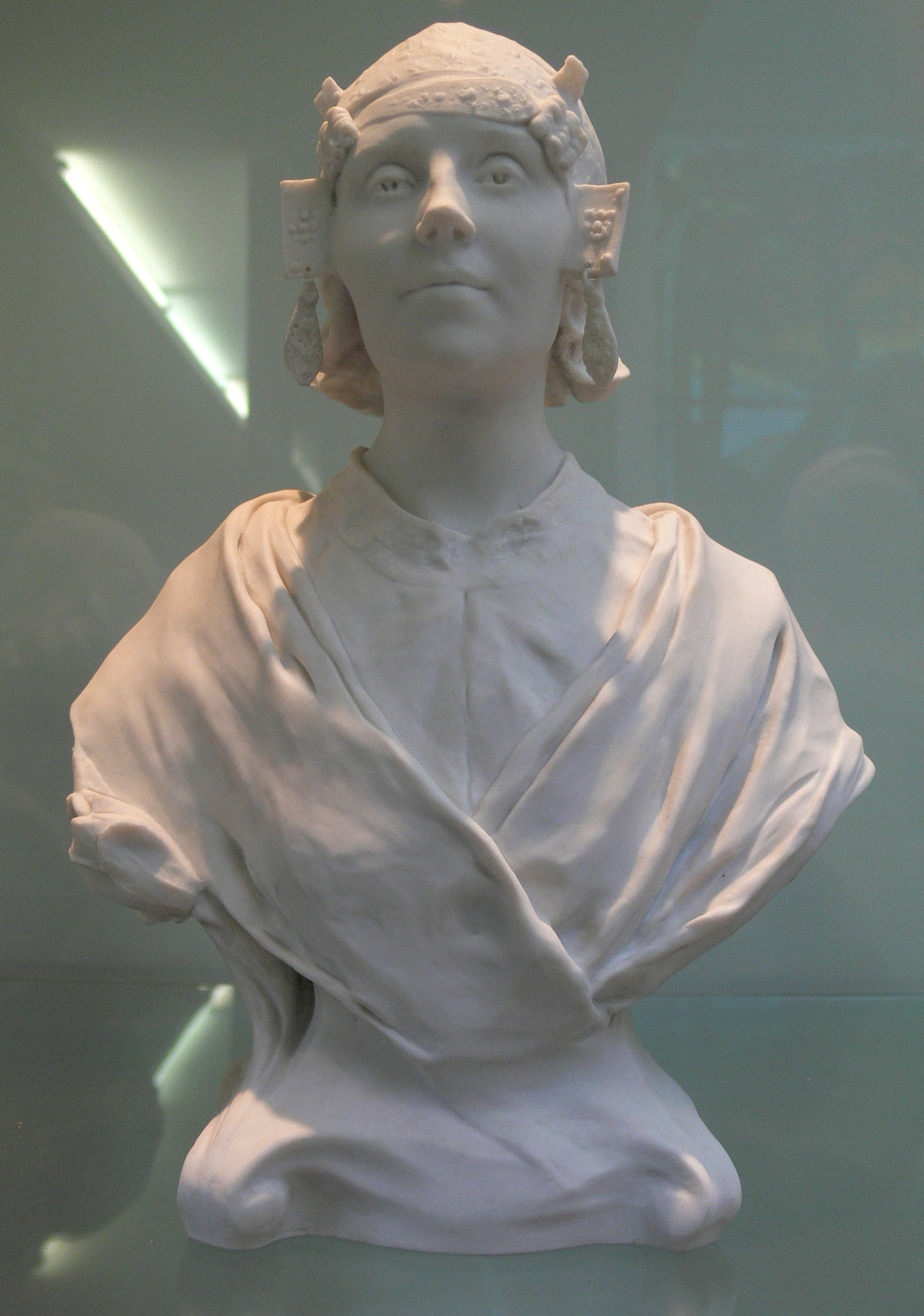
Buste de hollandaise (1904)

- Monument voor Dante (1879), Parijs
- Monument voor Léon Gambetta (1884).[2] In 1888 onthuld bij het Louvre, werd tijdens de Tweede Wereldoorlog beschadigd en in 1954 ontmanteld.
- Monument voor François Boucher (1890), Parijs. Na de Tweede Wereldoorlog overgebracht naar het Musée Municipal in Longwy.
- Buste de hollandaise (1904), La Piscine, Musée d'art et d'industrie de Roubaix
- La Comtesse Hallez, Musée d'Orsay